# Crime Writers of Canada Awards of Excellence
Crime Writers of Canada Awards of Excellence, tidigare känt som Arthur Ellis Awards är en grupp av kanadensiska litteraturpriser, de delas årligen ut av Crime Writers of Canada för bästa kanadensiska böcker inom genren deckare och kriminallitteratur.
Priserna är uppkallade efter Arthur Ellis, pseudonymen för Kanadas officiella bödel. Prisstatyetten är en trämodell av en hängande man. Armar och ben rör sig när man drar i statyettens rep.
Kategorierna har varierat över åren och 2024 delades priset ut i åtta olika kategorier.

## Bästa roman
- 1984 - Eric Wright, The Night the Gods Smiled
- 1985 - Howard Engel, Murder Sees the Light
- 1986 - Eric Wright, Death in the Old Country
- 1987 - Edward O. Phillips, Buried on Sunday
- 1988 - Carol Shields, Mary Swann ("Swann: A Mystery")
- 1989 - Chris Scott, Jack
- 1990 - Laurence Gough, Hot Shots
- 1991 - L.R. Wright, A Chill Rain in January
- 1992 - Peter Robinson, Past Reason Hated
- 1993 - Carsten Stroud, Lizardskin
- 1994 - John Lawrence Reynolds, Gypsy Sins
- 1995 - Gail Bowen, A Colder Kind of Death
- 1996 - L.R. Wright, Mother Love
- 1997 - Peter Robinson, Innocent Graves
- 1998 - William Deverell, Trial of Passion
- 1999 - Nora Kelly, Old Wounds
- 2000 - Rosemary Aubert, The Feast of Stephen
- 2001 - Peter Robinson, Kall som graven ("Cold is the Grave")
- 2002 - Michelle Spring, In the Midnight Hour
- 2003 - Rick Mofina, Blood of Others
- 2004 - Giles Blunt, En stilla storm ("The Delicate Storm")
- 2005 - Barbara Fradkin, Fifth Son
- 2006 - William Deverell, April Fool
- 2007 - Barbara Fradkin, Honour Among Men
- 2008 - Jon Redfern, Trumpets Sound No More
- 2009 - Linwood Barclay, Too Close to Home
- 2010 - Howard Shrier, High Chicago
- 2011 - Louise Penny, Bury Your Dead
- 2012 - Peter Robinson, En förgiftad man ("Before the Poison")
- 2013 – Giles Blunt, Until the Night
- 2014 – Seán Haldane, The Devil's Making
- 2015 – C. C. Humphreys, Plague: Murder Has a New Friend
- 2016 – Peter Kirby, Open Season
- 2017 – Donna Morrissey, The Fortunate Brother
- 2018 – Peter Robinson, Sleeping in the Ground
- 2019 – Anne Emery, Though the Heavens Fall
- 2020 – Michael Christie, Greenwood
- 2021 – Will Ferguson, The Finder
- 2022 – Dietrich Kalteis, Under an Outlaw Moon
- 2023 – Anthony Bidulka, Going to Beautiful
- 2024 – Loreth Anne White, The Maid's Diary

## Bästa novell
- 1988 - Eric Wright, "Looking for an Honest Man"
- 1989 - Jas. R. Petrin, "Killer in the House"
- 1990 - Josef Skvorecky, "Humbug"
- 1991 - Peter Robinson, "Innocence"
- 1992 - Eric Wright, "Two in the Bush"
- 1993 - Nancy Kilpatrick, "Mantrap"
- 1994 - Robert J. Sawyer, "Just Like Old Times"
- 1995 - Rosemary Aubert, "The Midnight Boat Toronto Palermo"
- 1996 - Mary Jane Maffini, "Cotton Armour"
- 1997 - Richard K. Bercuson, "Dead Run"
- 1998 - Sue Pike, "Widow's Weeds"
- 1999 - Scott Mackay, "Last Inning"
- 2000 - Matt Hughes, "One More Kill"
- 2001 - Peter Robinson, "Murder in Utopia"
- 2002 - Mary Jane Maffini, "Sign of the Times"
- 2003 - James Powell, "Bottom Walker"
- 2004 - Gregory Ward, "Dead Wood"
- 2005 - Leslie Watts, "Crocodile Tears"
- 2006 - Rick Mofina, "Lightning Rider"
- 2007 - Dennis Richard Murphy, "Fuzzy Wuzzy"
- 2008 - Leslie Watts, "Turners"
- 2009 - Pasha Malla, "Filmsong"
- 2010 - Dennis Richard Murphy, "Prisoner in Paradise"
- 2011 - Mary Jane Maffini, "So Much in Common"
- 2012 - Catherine Astolfo, "What Kelly Did"
- 2014 – Twist Phelan, "Footprints in Water"
- 2015 – Margaret Atwood, "Stone Mattress"
- 2016 – Jeremy Bates, "Black Canyon"
- 2017 – Susan Daly, "A Death at the Parsonage"
- 2018 – Catherine Astolfo, "The Outlier"
- 2019 – Linda L. Richards, "Terminal City"
- 2020 – Peter Sellers, "Closing Doors"
- 2021 – Marcelle Dubé, "Cold Wave, Sisters in Crime"
- 2022 – Elizabeth Elwood, "Number 10 Marlborough Place"
- 2023 – Craig H. Bowlsby, "The Girl Who Was Only Three Quarters Dead"
- 2024 – Marcelle Dubé, "Reversion"

## Bästa debutroman
- 1987 - Medora Sale, Murder on the Run
- 1988 - Laurence Gough, The Goldfish Bowl
- 1989 - John Brady, A Stone of the Heart
- 1990 - John Lawrence Reynolds, The Man Who Murdered God
- 1991 - Carsten Stroud, Sniper's Moon
- 1992 - Paul Grescoe, Flesh Wound
- 1993 - Sean Stewart, Passion Play
- 1994 - Gavin Scott, Memory Trace
- 1995 - Sparkle Hayter, What's A Girl Gotta Do?
- 1996 - (Delad) John Spencer Hill, The Last Castrato och D.H. Toole, Moonlit Days and Nights
- 1997 - C. C. Benison, Death At Buckingham Palace
- 1998 - Kathy Reichs, Déja Dead
- 1999 - Liz Brady, Sudden Blow
- 2000 - Andrew Pyper, Lost Girls
- 2001 - Mark Zuehlke, Hands Like Clouds
- 2002 - Jon Redfern, The Boy Must Die
- 2003 - James W. Nichol, Midnight Cab
- 2004 - Jan Rehner, Just Murder
- 2005 - Jon Evans, Dark Places
- 2006 - Louise Penny, Still Life
- 2007 - Anne Emery, Sign of the Cross
- 2008 - Liam Durcan, Garcia's Heart
- 2009 - Howard Shrier, Buffalo Jump
- 2010 - Alan Bradley, The Sweetness at the Bottom of the Pie
- 2011 - Avner Mandleman, The Debba
- 2012 - Ian Hamilton, The Water Rat of Wanchai
- 2013 – Simone St. James, The Haunting of Maddy Clare
- 2014 – J. Kent Messum, Bait
- 2015 – Steve Burrows, A Siege of Bitterns
- 2016 – Ausma Zehanat Khan, Unquiet Dead
- 2017 – Elle Wild, Strange Things Done
- 2018 – Dave Butler, Full Curl
- 2019 – A.J. Devlin, Cobra Clutch
- 2020 – Philip Elliott, Nobody Move
- 2021 – Guglielmo D'Izzia, The Transaction
- 2022 – Ashley Audrain, The Push
- 2023 – Sam Shelstad, Citizens of Light
- 2024 – Amanda Peters, The Berry Pickers

## Bästa ungdomsroman
- 1994 - John Dowd, Abalone Summer
- 1995 - James Heneghan, Torn Away
- 1996 - Norah McClintock, Mistaken Identity
- 1997 - Linda Bailey, How Can a Frozen Detective Stay Hot on the Trail?
- 1998 - Norah McClintock, The Body in the Basement
- 1999 - Norah McClintock, Sins of the Father
- 2000 - Linda Bailey, How Can a Brilliant Detective Shine in the Dark?
- 2001 - Tim Wynne-Jones, The Boy in the Burning House
- 2002 - Norah McClintock, Scared to Death
- 2003 - Norah McClintock, Break and Enter
- 2004 - Graham McNamee, Acceleration
- 2005 - Carrie Mac, The Beckoners
- 2006 - Vicki Grant, Quid Pro Quo
- 2007 - Sean Cullen, Hamish X and the Cheese Pirates
- 2008 - Shane Peacock, Eye of the Crow
- 2009 - Sharon E. McKay, War Brothers
- 2010 - Barbara Haworth-Attard, Haunted
- 2011 - Alice Kuipers, The Worst Thing She Ever Did
- 2012 - Tim Wynne-Jones, Blink and Caution
- 2013 – Shane Peacock, Becoming Holmes
- 2014 – Elizabeth MacLeod, Bones Never Lie
- 2015 – Sigmund Brouwer, Dead Man's Switch
- 2016 – Stephanie Tromly, Trouble Is a Friend of Mine
- 2017 – Gordon Korman, Masterminds
- 2018 – Linwood Barclay, Chase: Get Ready to Run
- 2019 – Linwood Barclay, Escape
- 2020 – Tom Ryan, Keep This to Yourself
- 2021 – Frances Greenslade, Red Fox Road
- 2022 – Kevin Sands, The Traitor's Blade
- 2023 – Jo Treggiari, Heartbreak Homes
- 2024 – Cherie Dimaline, Funeral Songs for Dying Girls

## Bästa romanen på franska
- 2000 - Lionel Noel, Louna
- 2001 - Norbert Spehner, Le roman policier en Amérique française
- 2002 - Anne-Michèle Lévesque, Fleur invitait au troisième
- 2003 - Jacques Côté, Le rouge ideal
- 2004 - Jean Lemieux, On finit toujours par payer
- 2005 - Ann Lamontagne, Les douze pierres
- 2006 - Gérard Galarneau, Motel Riviera
- 2007 - Ej utdelad på grund av för få böcker att välja mellan
- 2008 - Mario Bolduc, Tsiganes
- 2009 - Jacques Côté, Le Chemin des brumes
- 2010 - Jean Lemieux, Le mort du chemin des Arsene
- 2011 - Jacques Côté, Dans le quartier des agités
- 2012 - Martin Michaud, La chorale du diable
- 2013 – Mario Bolduc, La Nuit des albinos: Sur les traces de Max O'Brien
- 2014 – Maureen Martineau, L’enfant promis
- 2015 – Andrée A. Michaud, Bondrée
- 2016 – Luc Chartrand, L'Affaire Myosotis
- 2017 – Marie-Ève Bourassa, Red Light: Adieu, Mignonne
- 2018 – Marie Saur, Les Tricoteuses
- 2019 – Hervé Gagnon, Adolphus - Une enquête de Joseph Laflamme
- 2020 – Andrée A. Michaud, Tempêtes
- 2021 – Roxanne Bouchard, La mariée de corail
- 2022 – Patrick Senécal, Flots

## The Grand Master Award
The Grand Master Award delas ut varannat år som ett hederspris till en deckarförfattare med en framgångsrik karriär nationellt och internationellt.
- 2014 – Howard Engel
- 2016 – Eric Wright
- 2018 – Gail Bowen
- 2020 – Peter Robinson
- 2022 – Louise Penny
- 2024 – Maureen Jennings